# Михайлов, Вячеслав Фёдорович
Вячеслав Фёдорович Михайлов (2 февраля 1939, Родничок, Саратовская область — 2015) — российский политический деятель. Депутат Государственной Думы второго созыва (1995—1999).

## Биография
С 1958 по 1961 год проходил службу в рядах Советской Армии. После увольнения в запас поступил в Саратовский экономический институт, который окончил в 1965 году.
В октябре 1995 года В. Ф. Михайлов был включён в качестве кандидата в общефедеральный список избирательного объединения «Коммунистическая партия Российской Федерации». В соответствии с результатами голосования по общефедеральному округу был избран депутатом Государственной Думы Федерального собрания РФ второго созыва (1995—1999). Член фракции КПРФ. Был председателем подкомитета по промышленности и федеральным целевым программам Комитета по промышленности, строительству, транспорту и энергетике.